# Bythotiara metschnikovii
Bythotiara metschnikovii is een hydroïdpoliep uit de familie Bythotiaridae. De poliep komt uit het geslacht Bythotiara. Bythotiara metschnikovii werd in 1988 voor het eerst wetenschappelijk beschreven door Bouillon, Boero & Seghers. 